# Igrzyska Ameryki Środkowej i Karaibów
Igrzyska Ameryki Środkowej i Karaibów – zawody sportowe rozgrywane co cztery lata (zazwyczaj w środkowym roku między letnimi igrzyskami olimpijskimi), w których starują sportowcy z krajów Ameryki Środkowej, Karaibów, Meksyku, Bermudów, a także państw południowoamerykańskich: Gujany, Kolumbii, Surinamu i Wenezueli.
Igrzyska są rozgrywane w wielu dyscyplinach sportowych. Ich organizacja i przebieg są nadzorowane przez Organizację Sportową Ameryki Środkowej i Karaibów (ODECABE, hiszp. Organización Deportiva Centroamericana y del Caribe).
Są najstarszą regionalną imprezą sportową na świecie. Pierwsze zawody, pod nazwą „igrzyska Ameryki Środkowej”, zostały rozegrane w 1926. Wzięły w nich udział 3 państwa: Meksyk, Kuba i Gwatemala. Obecna nazwa została przyjęta od III igrzysk w 1935.
Igrzysk tych nie należy mylić z Igrzyskami Ameryki Środkowej, rozgrywanymi od 1973.

## Dotychczasowe edycje
| Edycja | Rok  | Gospodarz                  | Data                               | Sportowcy | Reprezentacje | Dyscypliny |
| ------ | ---- | -------------------------- | ---------------------------------- | --------- | ------------- | ---------- |
| I      | 1926 | Meksyk                     | 30 października – 2 listopada 1926 | 269       | 3             | 8          |
| II     | 1930 | Hawana                     | 15 marca – 15 kwietnia 1930        | 632       | 8             | 10         |
| III    | 1935 | San Salvador               | 16 marca – 5 kwietnia 1935         | 741       | 9             | 14         |
| IV     | 1938 | Panama                     | 5 lutego – 24 lutego 1935          | 1216      | 10            | 18         |
| V      | 1946 | Barranquilla               | 5 marca – 25 marca 1946            | 1540      | 13            | 19         |
| VI     | 1950 | Gwatemala                  | 28 lutego – 12 marca 1950          | 1390      | 14            | 19         |
| VII    | 1954 | Meksyk                     | 5 marca – 20 marca 1954            | 1321      | 12            | 19         |
| VIII   | 1959 | Caracas                    | 6 stycznia – 15 stycznia 1959      | 1150      | 12            | 17         |
| IX     | 1962 | Kingston                   | 15 sierpnia – 28 sierpnia 1962     | 1559      | 15            | 16         |
| X      | 1966 | San Juan                   | 11 lipca – 25 lipca 1966           | 1689      | 18            | 17         |
| XI     | 1970 | Panama                     | 28 lutego – 13 marca 1970          | 2095      | 20            | 16         |
| XII    | 1974 | Santo Domingo              | 27 lutego – 13 marca 1974          | 2052      | 23            | 18         |
| XIII   | 1978 | Medellín                   | 7 lipca – 28 lipca 1978            | 2605      | 21            | 19         |
| XIV    | 1982 | Hawana                     | 7 sierpnia – 18 sierpnia 1982      | 2799      | 22            | 24         |
| XV     | 1986 | Santiago de los Caballeros | 24 czerwca – 5 lipca 1986          | 2963      | 26            | 25         |
| XVI    | 1990 | Meksyk                     | 20 listopada – 3 grudnia 1990      | 4206      | 29            | 30         |
| XVII   | 1993 | Ponce                      | 19 listopada – 30 listopada 1993   | 3570      | 31            | 32         |
| XVIII  | 1998 | Maracaibo                  | 8 sierpnia – 22 sierpnia 1998      | 4115      | 32            | 30         |
| XIX    | 2002 | San Salvador               | 19 listopada – 30 listopada 2002   | 4301      | 31            | 37         |
| XX     | 2006 | Cartagena de Indias        | 15 lipca – 30 lipca 2006           | 4865      | 32            | 41         |
| XXI    | 2010 | Mayagüez                   | 17 lipca – 1 sierpnia 2010         | 5204      | 31            | 42         |
| XXII   | 2014 | Veracruz                   | 14 listopada – 30 listopada 2014   | 5707      | 31            | 36         |
| XXIII  | 2018 | Barranquilla               | 19 lipca – 3 sierpnia 2018         | 5854      | 37            | 36         |
| XXIV   | 2023 | San Salvador               | 23 czerwca – 8 lipca 2023          | 5395      | 35            | 37         |
| XXV    | 2026 | Santo Domingo              |                                    |           |               |            |

## Poszczególne dyscypliny
| \| Rok \| \| -------------------------------------------------------------------------------------------------------- \| \| 1935 1938 1946 1950 1954 1959 1962 1966 1970 1974 1978 1982 1986 1990 1993 1998 2002 2006 2010 2018 2023 \| |
| Rok |
| 1935 1938 1946 1950 1954 1959 1962 1966 1970 1974 1978 1982 1986 1990 1993 1998 2002 2006 2010 2018 2023 |

| \| Rok \| \| -------------------------------------------------------------------------- \| \| 1966 1970 1974 1978 1982 1986 1990 1993 1998 2002 2006 2010 2014 2018 2023 \| |
| Rok |
| 1966 1970 1974 1978 1982 1986 1990 1993 1998 2002 2006 2010 2014 2018 2023                                                                                                  |

| \| Rok \| \| ------------------------ \| \| 1993 2002 2006 2010 2014 \| |
| Rok                                                                     |
| 1993 2002 2006 2010 2014                                                |

| \| Rok \| \| --------- \| \| 2010 2014 \| |
| Rok                                       |
| 2010 2014                                 |

| \| Rok \| \| ------------------------------------------------------------------------------------------------------------- \| \| 1935 1938 1946 1950 1954 1959 1962 1966 1970 1974 1978 1982 1986 1990 1993 1998 2002 2006 2010 2014 2018 2023 \| |
| Rok |
| 1935 1938 1946 1950 1954 1959 1962 1966 1970 1974 1978 1982 1986 1990 1993 1998 2002 2006 2010 2014 2018 2023 |

## Zbiorcza tabela medalowa
Stan na 2013 rok
| Miejsce | Reprezentacja                        | złoto | srebro | brąz | Razem |
| ------- | ------------------------------------ | ----- | ------ | ---- | ----- |
| 1       | Kuba                                 | 1629  | 823    | 614  | 3066  |
| 2       | Meksyk                               | 1120  | 1109   | 976  | 3205  |
| 3       | Wenezuela                            | 508   | 703    | 808  | 2019  |
| 4       | Kolumbia                             | 381   | 447    | 481  | 1309  |
| 5       | Portoryko                            | 308   | 462    | 647  | 1417  |
| 6       | Dominikana                           | 127   | 216    | 359  | 702   |
| 7       | Jamajka                              | 101   | 117    | 122  | 340   |
| 8       | Panama                               | 85    | 149    | 166  | 400   |
| 9       | Gwatemala                            | 69    | 143    | 286  | 498   |
| 10      | Salwador                             | 47    | 110    | 202  | 359   |
| 11      | Trynidad i Tobago                    | 41    | 75     | 93   | 209   |
| 12      | Kostaryka                            | 36    | 38     | 74   | 148   |
| 13      | Antyle Holenderskie                  | 31    | 31     | 48   | 110   |
| 14      | Bahamy                               | 20    | 21     | 31   | 72    |
| 15      | Barbados                             | 14    | 14     | 43   | 71    |
| 16      | Surinam                              | 12    | 4      | 8    | 24    |
| 17      | Wyspy Dziewicze Stanów Zjednoczonych | 10    | 18     | 16   | 44    |
| 18      | Gujana                               | 7     | 15     | 34   | 56    |
| 19      | Kajmany                              | 4     | 5      | 6    | 15    |
| 20      | Nikaragua                            | 3     | 13     | 44   | 60    |
| 21      | Haiti                                | 3     | 11     | 21   | 35    |
| 22      | Brytyjskie Wyspy Dziewicze           | 3     | 0      | 0    | 3     |
| 23      | Honduras                             | 2     | 10     | 24   | 36    |
| 24      | Bermudy                              | 2     | 4      | 14   | 20    |
| 25      | Saint Lucia                          | 2     | 1      | 1    | 4     |
| 26      | Belize                               | 1     | 2      | 2    | 5     |
| 27      | Aruba                                | 1     | 1      | 4    | 6     |
| 28      | Antigua i Barbuda                    | 0     | 4      | 5    | 9     |
| 29      | Grenada                              | 0     | 3      | 4    | 7     |
| 30      | Saint Kitts i Nevis                  | 0     | 1      | 6    | 7     |
| 31      | Saint Vincent i Grenadyny            | 0     | 0      | 1    | 1     |
| 32      | Dominika                             | 0     | 0      | 1    | 1     |
| Razem   | Razem                                | 4567  | 4550   | 5141 | 14258 |